# Робітничі правління
Робітничі правління — органи управління та розпоряджання адміністративно-господарським життям більшості націоналізованих підприємств. Перші Р.п. виникли в Україні в процесі націоналізації промисловості наприкінці 1917 — на поч. 1918, коли майже двома третинами націоналізованих шахт Донбасу управляли робітники. Але масового характеру створення Р.п. набуло після вигнання з України денікінців. Положення про Р.п., які затверджувалися урядом (9 березня 1920 РНК УСРР ухвалила, наприклад, «Положення про робітничі правління націоналізованих підприємств вугільної промисловості») або радами народного господарства та професійними спілками республіки, обов'язково передбачали участь в управлінні підприємствами робітників, техніків-спеціалістів і представників відповідних спілок. На початку 1920 Р.п. були затверджені на Харківському паровозобудівному заводі, штерівських заводах хімічних продуктів та вибухових речовин, миколаївських суднобудівних заводах «Наваль», «Ремсуд», 15 заводах Центрального правління важкої індустрії. Ці Р.п. на дві третини складалися з робітників. У процесі створення заводських Р.п. в Україні необхідно виділити 2 етапи: 1-й — зима і весна 1920, який характеризується переважанням колегіальності в управлінні підприємствами при наявності в колегіях більшості робітників; 2-й — літо й осінь 1920, на якому переважала єдиноначальність. Наприкінці 1920 основна частина промислових підприємств в Україні перейшла на єдиноначальну форму правління. Єдиноначальність у керівництві здійснювалася на 30 підприємствах Центрального правління важкої індустрії, 335 — металообробної промисловості, 2609 — харчової (у тому числі на 2285 млинах), 2075 — хімічної, 1069 — будівельної. Однак на деяких підприємствах кам'яновугільної, цукрової, текстильної та шкіряної промисловості ще зберігалася певний час колегіальна форма правління.